# Chiesa di Santa Maria della Colonna

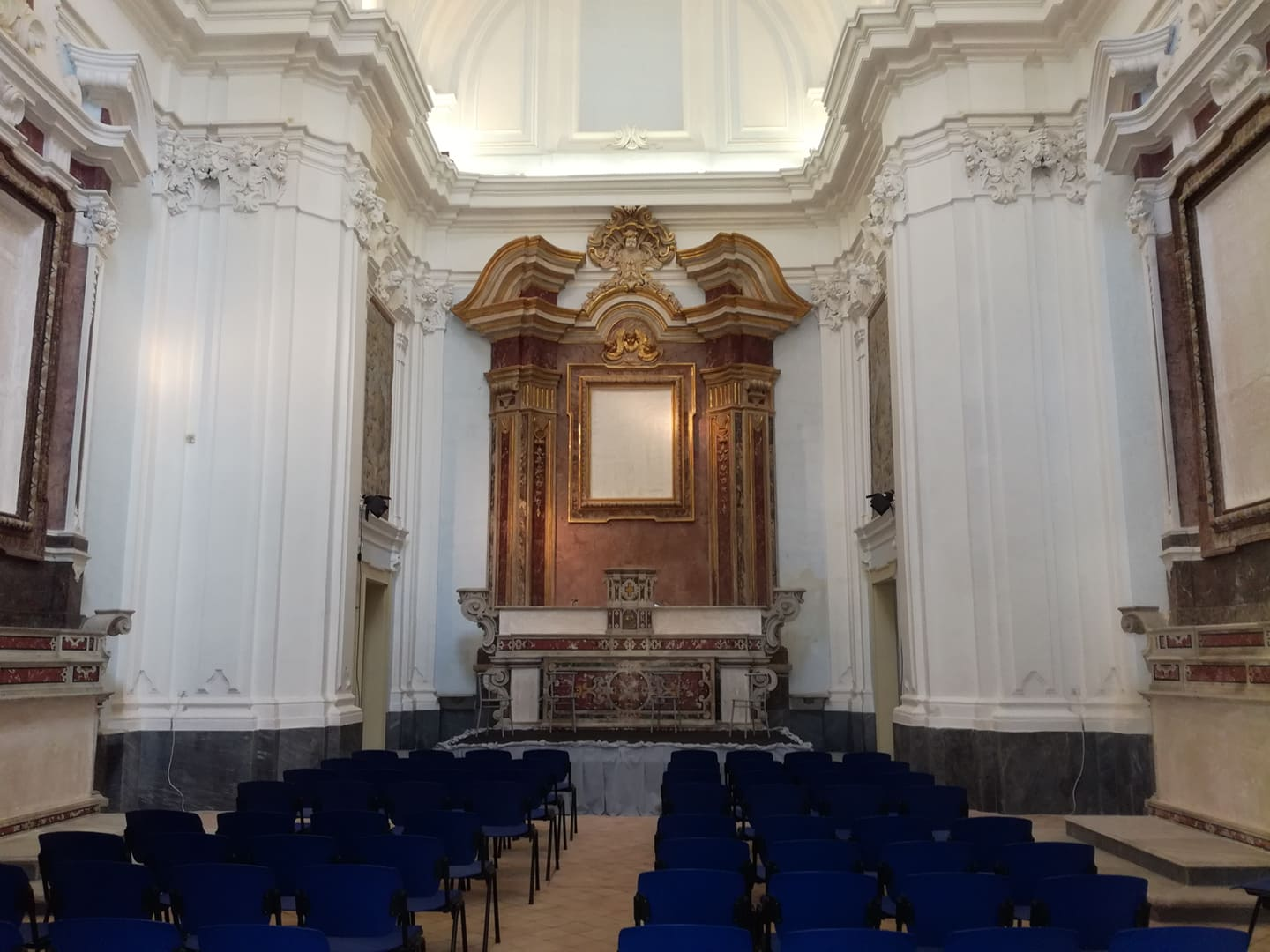
L'interno (prima che venissero ricollocate le tele del De Matteis sopra gli altari)

La chiesa di Santa Maria della Colonna è una chiesa barocca del centro storico di Napoli; è posta davanti alla chiesa dei Girolamini, da cui prende il nome la piazzetta. L'edificio non è più adibito ad attività di culto ma a mostre e convegni.

## La chiesa
L'edificio di culto sorse nel 1580 su iniziativa del religioso Marcello Fossataro che acquistò le abitazioni per realizzare il complesso religioso; questo venne destinato, su idea dello stesso padre Fossataro, ai fanciulli abbandonati e successivamente venne dedicato a conservatorio che prese il nome di Conservatorio dei Poveri di Gesù Cristo dove si formò il grande Giovan Battista Pergolesi. L'edificio venne restaurato nel XVIII secolo, ma la caratteristica facciata risale al 1715, grazie all'intervento di Antonio Guidetti. Nel 1896 venne realizzato un ulteriore restauro.
La facciata è inserita tra due corpi laterali ad uso civile che precedentemente erano parte integrante della struttura conventuale.
La ripartizione dei volumi e della superficie è ottenuta mediante l'impiego di lesene corinzie addossate ai pilastri inclinati che inquadrano la parte centrale, con il portale in piperno sormontato da una decorazione in stucco e da una lapide marmorea; al primo ordine, ai lati della facciata, sono presenti due statue ancora in stucco, mentre al livello superiore si apre una grande finestra circondata da notevoli decorazioni, anch'esse in stucco.
L'interno, a pianta rettangolare con croce greca e cupola, presenta un apparato ornamentale realizzato dallo stuccatore Costantino D'Adamo ed un coro con decorazioni dell'intagliatore Domenico Bertone; inoltre i tre altari sono sormontati da altrettanti dipinti di Paolo De Matteis (ricollocati solo nel 2023).
Dopo circa quarant'anni di abbandono, la chiesa è stata restaurata con i fondi del progetto Unesco per il centro storico di Napoli (lavori terminati nel febbraio 2018).

## Il chiostro
Notevole è pure il piccolo chiostro monumentale che si apre alle spalle del tempio.
Realizzato sul finire del XVI secolo su commissione del frate Marcello Fossataro, ha una pianta quadrata circondata da pilastri.
Nel XIX secolo venne destinato come orfanotrofio, conservatorio di musica, seminario, convitto e oggi è sede di alcuni uffici della curia.
Il chiostro è stato restaurato con i fondi del progetto Unesco per il centro storico di Napoli, nell'ambito degli interventi che hanno interessato anche la Chiesa contigua.